# Маја Роуз Крејг
Маја Роуз Крејг (енгл. Mya-Rose Craig) је британско-бангладешки орнитолог и борац за љуска права. У фебруару 2020. године је награђена почасним докторатом наука на Универзитету у Бристолу као најмлађа Британка која је добила такву награду.

## Биографија
Рођена је 2002. године, мајка јој је бенгалска муслиманка из Силхета. Студира људске, друштвене и политичке науке на Универзитету у Кембриџу. Основала је непрофитну организацију Black2Nature са циљем организовања кампова у природи за децу која припадају етничкој групи, за коју је добила почасну диплому као признање за залагање за децу и тинејџере видљивих мањинских група. Номиновао ју је Ричард Панкост са Универзитета у Бристолу. Дефинисала је VME као различиту од црне, азијске и мањинске етничке групе (BAME), пошто ова друга укључује и беле мањинске етничке групе. Крејг позива организације које предводе белци у сектору заштите природе, медија и животне средине да учине више, да се ангажују са младим VME људима и говори о расизму својственом очувању природе. Била је „амбасадор Бристола 2015” током године када је град био добитник награде Зелена престоница Европе. Освојила је награду Гилберт Вајт Националне биодиверзитетске мреже за научно прстеновање птица и за снимање копнених и слатководних дивљих животиња 2018. године. Учествовала је у Народном манифесту за дивље животиње где је разговарала са 10.000 људи. Са дванаест година је објавила колумну „Приче о птицама” у часопису Chew Valley Gazette. Њен рад је такође објављен у New Internationalist када је имала тринаест година. Имала је низ наступа и интервјуа на националним телевизијама, укључујући BBC The One Show и ITV News at Ten. Године 2010. је представљена у документарцу који је снимљен претходне 2009, када је имала седам година, BBC Four Twitchers: A Very British Obsession заједно са Лијем Евансом. Године 2020. је са својом мајком Хеленом била судија првог круга на годишњем фотографском такмичењу. Учествовала је и у снимљеном сегменту Winterwatch 2020. гледајући сенице вуга. Новембра 2020. је укључена у листу Woman's Hour на BC Radio 4.